# Шорна
Шорна — река во Владимирской области России. Длина реки составляет 36 км, площадь водосборного бассейна — 254 км². Устье реки находится в 98 км от устья Киржача (Большой Киржач) по левому берегу.
Исток реки в лесах в 11 км к юго-западу от Кольчугина. Река течёт на северо-запад, затем на запад. На берегах реки — многочисленные небольшие деревни. Впадает в Большой Киржач в деревне Климково.

## Данные водного реестра
По данным государственного водного реестра России относится к Окскому бассейновому округу, водохозяйственный участок реки — Клязьма от города Орехово-Зуево до города Владимир, речной подбассейн реки — бассейны притоков Оки от Мокши до впадения в Волгу. Речной бассейн реки — Ока.
Код объекта в государственном водном реестре — 09010300712110000031641.